# 더 헤이트 유 기브
《더 헤이트 유 기브》(영어: The Hate U Give)는 미국에서 제작된 조지 틸먼 주니어 감독의 2018년 청춘 성장 드라마 영화이다. 2017년 출간된 청소년 소설 "당신이 남긴 증오"가 원작이다. 어맨들라 스텐버그, 리지나 홀, 러셀 혼즈비, 러마 존슨, KJ 아파, 서브리나 카펜터, 코먼, 앤서니 매키 등이 출연하였고, 마티 보언 등이 제작에 참여하였다.
2018년 9월 7일 제43회 토론토 국제 영화제에서 초연되었으며 2018년 10월 5일 미국에서 개봉되었다.

## 줄거리
16살 흑인 스타는 갱단 킹 로즈가 지배하는 흑인 거주지 가든 하이츠에 살지만 재학생 대다수가 백인인 윌리엄슨 사립 예비 학교에 다닌다. 
하루는 스타를 집에 데려다주던 흑인 친구 컬릴이 차선을 변경하면서 방향 지시등을 켜지 않았다는 이유로 불심검문에 걸렸다가 백인 경찰의 총에 맞아 사망한다.
이는 전국에서 기삿거리가 되고 동네에선 인종 차별에 항의하는 시위가 벌어지는데...

## 출연
- 어맨들라 스텐버그 - 스타 카터 역
- 리지나 홀 - 리사 카터 역
- 러셀 혼즈비 - 매버릭 카터 역
- 앨지 스미스 - 컬릴 해리스 역
- 러마 존슨 - 세븐 카터, 이복 동생 역
- 이사 레이 - 에이프릴 오프라 역
- KJ 아파 - 크리스 브라이언트 역
- 코먼 - 칼로스, 외삼촌, 형사 역
- 앤서니 매키 - 킹 역
- 도미닉 피시백 - 케니아, 킹의 딸, 세븐의 이부 여동생 역
- 서브리나 카펜터 - 헤일리 그랜트 역
- 메건 롤리스 - 마이아 양 역
- 드루 스타키 - 브라이언 매킨토시 주니어 역

## 기타 제작진
- 미술: 윌리엄 아널드